# Gavin Peacock
Pour les articles homonymes, voir Peacock.
Gavin Keith Peacock, couramment appelé Gavin Peacock, est un footballeur anglais, né le 18 novembre 1967 à Eltham, Londres. Évoluant au poste d'avant-centre ou de milieu de terrain, il est principalement connu pour ses saisons à Newcastle United, Chelsea et QPR.

## Biographie

### Carrière de joueur
Natif de Londres, il commence sa carrière avec QPR avant d'être recruté, d'abord sous forme de prêt puis de manière définitive, par son propre père, Keith Peacock (en), alors entraîneur de Gillingham. Peu après son arrivée, Keith (en) est renvoyé de son poste d'entraîneur mais Gavin reste au club deux saisons de plus, jusqu'à son transfert à Bournemouth, recruté par Harry Redknapp, le 16 août 1989, pour un montant de 250 000 £.
Sa première saison est marquée par la relégation du club en D3 et après avoir commencé la saison 1990-1991 avec Bournemouth, il est transféré le 30 novembre 1990 à Newcastle United, recruté par Jim Smith pour 275 000 £.
Il déclare alors qu'il était, ainsi que toute sa famille, supporteur des Magpies dans sa jeunesse et que cela a joué dans son choix de carrière. Newcastle United était alors en D2 et après deux saisons à ce niveau au cours desquelles ses statistiques sont de haut niveau (meilleur buteur du club pour la saison 1991-1992 avec 16 réalisations), il remporte le titre de champion de D2 en 1992-1993 et donc la promotion en Premier League.
Mais, juste après le début de la saison 1993-1994, il est transféré à Chelsea pour 1,5 million de £, étant l'une des toutes premières recrues de Glenn Hoddle à Stamford Bridge. Peacock, pourtant repositionné au milieu de terrain, termine cette première saison de Premier League meilleur buteur du club avec 14 réalisations.
Il participe à la campagne européenne de Chelsea en Coupe des Coupes en 1994-1995 qui les mène jusqu'en demi-finale, perdue contre le futur vainqueur, le Real Saragosse. Le 4 février 1996, il inscrit un coup du chapeau lors d'une victoire 5-0 contre Middlesbrough. 
Il retourne ensuite dans son club formateur, QPR après avoir perdu sa place de titulaire au profit de Roberto Di Matteo. Il effectue un bref retour en Premier League à la faveur d'un prêt pour Charlton Athletic, où il retrouvera son père, entraîneur-adjoint de l'équipe.
Il finit sa carrière avec QPR en 2002.
Après sa retraite, il se reconvertit comme journaliste sportif à la BBC, étant consultant pour les émissions télévisuelles Football Focus (en), Final Score, Match of the Day 2 (en) ainsi qu'à la radio, chez BBC Radio 5 Live et BBC Radio 4, participant régulièrement à l'émission Fighting Talk (en).

### Vie personnelle
Il est le fils d'un ancien footballeur professionnel devenu entraîneur, Keith Peacock (en). Il est marié depuis 1989 et a deux enfants (un fils né en 1993 et une fille née en 1996). Depuis septembre 2008, il vit au Canada pour y suivre des études de théologie afin de devenir ministre chrétien.